# 1104 (numero)
Millecentoquattro (1104) è il numero naturale dopo il 1103 e prima del 1105.

## Proprietà matematiche
- È un numero pari.
- È un numero composto da 20 divisori: 1, 2, 3, 4, 6, 8, 12, 16, 23, 24, 46, 48, 69, 92, 138, 184, 276, 368, 552, 1104. Poiché la somma dei suoi divisori (escluso il numero stesso) è 1872 > 1104, è un numero abbondante.
- È un numero di Harshad nel sistema numerico decimale, cioè è divisibile per la somma delle sue cifre.
- È un numero pratico.
- È un numero congruente.
- È un numero odioso.
- È parte delle terne pitagoriche (47, 1104, 1105), (322, 1104, 1150), (460, 1104, 1196), (770, 1104, 1346), (828, 1104, 1380), (1104, 1265, 1679), (1104, 1395, 1779), (1104, 1472, 1840), (1104, 1972, 2260), (1104, 2070, 2346), (1104, 3078, 3270), (1104, 3220, 3404), (1104, 4160, 4304), (1104, 4347, 4485), (1104, 4697, 4825), (1104, 6300, 6396), (1104, 6578, 6670), (1104, 8424, 8500), (1104, 9490, 9554), (1104, 12672, 12720), (1104, 13225, 13271), (1104, 16910, 16946), (1104, 19028, 19060), (1104, 25380, 25404), (1104, 33847, 33865), (1104, 38080, 38096), (1104, 50778, 50790), (1104, 76172, 76180), (1104, 101565, 101571), (1104, 152350, 152354), (1104, 304703, 304705).

## Astronomia
- 1104 Syringa è un asteroide della fascia principale del sistema solare.
- NGC 1104 è una galassia nella costellazione della Balena.
- IC 1104 è una stella.

## Astronautica
- Cosmos 1104 è un satellite artificiale russo.